# Lleó de les cavernes de Beríngia
El lleó de les cavernes de Beríngia (Panthera leo vereshchagini) és un lleó extint que visqué a Iacútia (Rússia), Alaska (EUA) i el Territori del Yukon (Canadà) durant el Plistocè. L'anàlisi de cranis i maxil·lars inferiors d'aquest lleó demostren que és una subespècie diferent dels altres lleons prehistòrics. Es diferencia del lleó de les cavernes europeu (Panthera leo spelaea) per la seva mida més gran i del lleó de les cavernes nord-americà (Panthera leo atrox) per la seva mida més petita i les proporcions cranials.